# 巴爾科湖

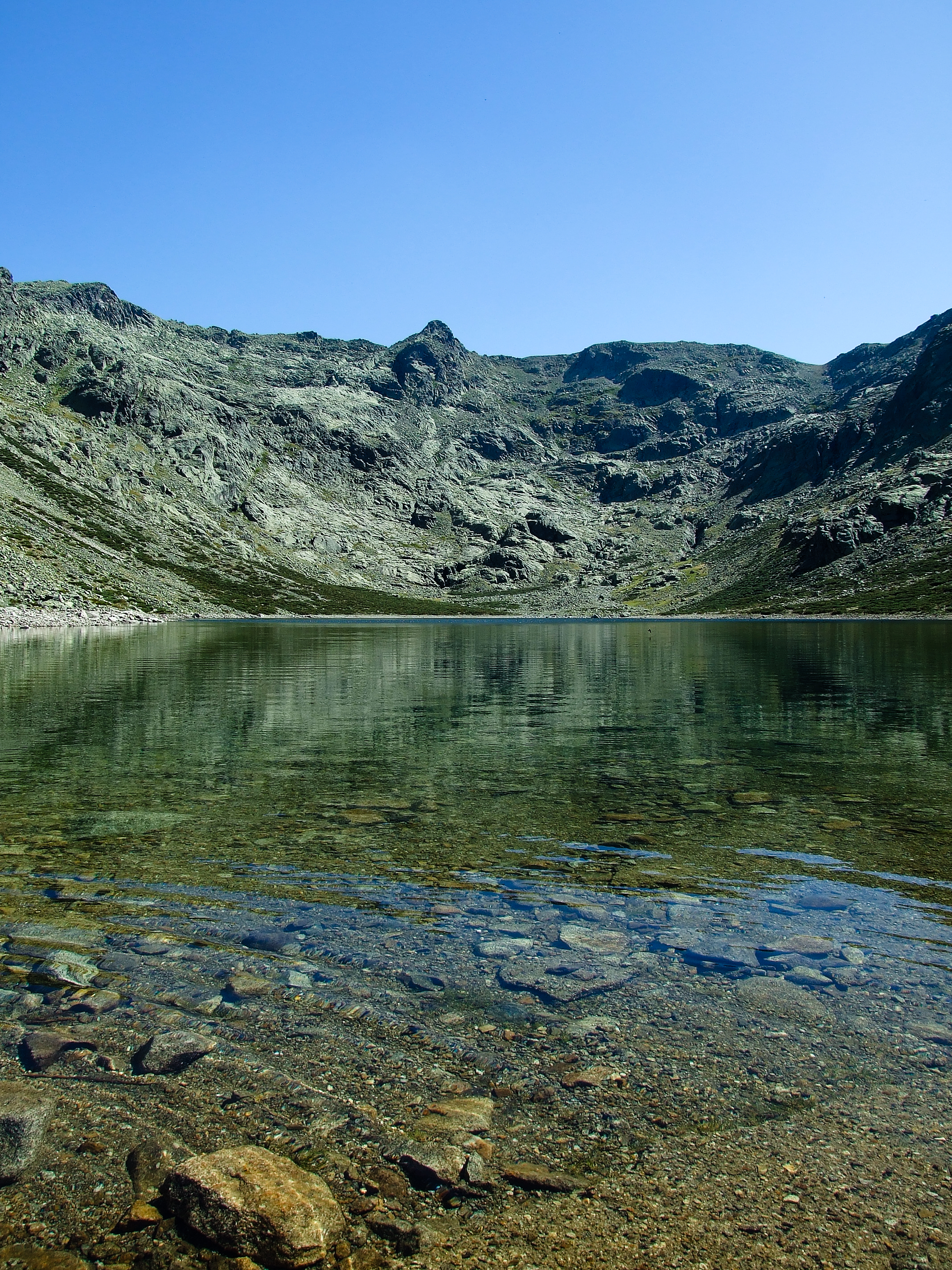

40°13′52″N 5°36′12″W / 40.231184°N 5.60346°W
巴爾科湖（西班牙語：Laguna del Barco），是西班牙的湖泊，位於該國中部阿維拉省，處於埃爾瓦爾科德亞維拉附近，屬於格雷多山脈的一部分，海拔高度1,790米，該湖泊被用作水庫。